# Мосякін Сергій Леонідович
Сергій Леонідович Мосякін (30 листопада 1961, Київ) — український ботанік, доктор біологічних наук (2004), професор (2006), член-кореспондент НАН України (2012).

## Біографія
Народився 30 листопада 1961 р. в Києві.
З 1978 по 1983 навчався в Київському державному педагогічному інституті імені О. М. Горького (тепер — Національний педагогічний університет імені Михайла Драгоманова) за спеціальністю біологія та іноземна мова.
Після закінчення інституту поступив в аспірантуру Інституту ботаніки імені М. Г. Холодного НАН України.
З 1988 по 1991 — молодший науковий співробітник, з 1991 — завідувач відділу систематики та флористики судинних рослин, з грудня 2008 р. — директор цього інституту.

## Наукова діяльність
Наукові інтереси пов'язані з таксономією судинних рослин, флористикою, історичною фітогеографією, еволюційною паліноморфологією та палеоботанікою.
Серед найвагоміших наукових здобутків С. Л. Мосякіна — ґрунтовні таксономічні опрацювання представників родин лободові (Chenopodiaceae), амарантові (Amaranthaceae), гречкові (Polygonaceae), злаки (Poaceae), складноцвіті (Asteraceae) тощо для флор Європи, Північної Америки, Азії, а також на загальносвітовому рівні.
Автор більше 200 номенклатурно-таксономічних новацій (нових таксонів та номенклатурних комбінацій) , оригінальних історико-біогеографічних концепцій та гіпотез, у тому числі міграційної концепції походження судинних рослин Антарктики, теоретичних узагальнень із питань філогенетичної систематики, флористики, історичної біогеографії, еволюційно-паліноморфологічних та палеоботанічних робіт, включаючи реконструкції філогенетичного розвитку та розселення представників родини Chenopodiaceae.
Здійснив декілька десятків знахідок нових для флори України та інших територій видів рослин.
До вагомих наукових доробків С. Л. Мосякіна належать оригінальна концепція доместикації рослин на основі аналізу їх життєвих стратегій та аналіз сучасних уявлень про проблеми виду та видоутворення в рослин (на основі аналізу фітоейдологічних поглядів М. В. Клокова).
Автор близько 200 наукових праць, чимало з яких часто цитуються й опубліковані в провідних зарубіжних журналах, зокрема в «Annals of the Missouri Botanical Garden», «Novon», «Canadian Journal of Botany», «Journal of Botanical Research Institute of Texas», «Annales Botanici Fennici», «Urban Habitats», «Cytology and Genetics», «Ботанический журнал» (Санкт-Петербург) та ін.

## Громадська діяльність
- Головний редактор «Українського ботанічного журналу»;
- віце-президент Українського ботанічного товариства;
- член Національної комісії з питань «Червоної книги України»:
- член спеціалізованої вченої ради із захисту дисертацій при Інституті ботаніки імені М. Г. Холодного НАН України;
- член спеціалізованої вченої ради із захисту дисертацій при Національному ботанічному саду імені М. М. Гришка НАН України;
- член Американського ботанічного товариства;
- член Міжнародної асоціації систематиків рослин та інших міжнародних наукових товариств;
- учасник міжнародних програм і проектів, серед яких:
  - «Flora of North America»,
  - «Flora of China»,
  - «Флора Восточной Европы»,
  - «African Plants Initiative»,
  - «Latin American Plants Initiative» та ін;
- започаткував і розвинув в Україні конкурс молодих дослідників «Intel ISEF» (International Science and Engineering Fair).

## Нагороди
- Нагрудний знак «Софія Русова» (2005 р.);
- Нагрудний знак «Петро Могила» (2008 р.);
- міжнародні дипломи Освітньої академії (англ. Intel ISEF Educator Academy).

## Вибрані публікації
- Bezusko L.G., Mosyakin S.L., Bezusko A.G. Flora and vegetation of the Ovruch Ridge (N Ukraine) in early medieval times (by palynological data) // Quaternary International. — 2009. — 203(1-2). — P. 120–128.
- Mosyakin S.L., Clemants S.E. Further transfers of glandular-pubescent species from Chenopodium subg. Ambrosia to Dysphania (Chenopodiaceae) // J. Bot. Res. Inst. Texas. — 2008. — 2(1). — P. 425–431.
- Мосякін С. Л. Вид и видообразование у растений: фитоэйдологические взгляды М. В. Клокова и современность. — Киев: Институт ботаники им. Н. Г. Холодного НАН Украины, 2008. — 72 c.
- Mosyakin S.L., Bezusko L.G., Mosyakin A.S. Origins of native vascular plants of Antarctica: comments from a historical phytogeography viewpoint // Cytology and Genetics. — 2007. — 41(5). — P. 308–316.
- Мосякин С. Л. Жизненные стратегии диких предков культурных растений как предпосылки доместикации // Ботаника и микология: современные горизонты. Памяти академика А. М. Гродзинского (1926–1988). — Киев: Академпериодика, 2007. — С. 150–168.
- Ryan F. J., Mosyakin S. L., Pitcairn M. J. Molecular comparisons of Salsolatragus from California and Ukraine // Can. J. Bot. — 2007. — 85(2). — P. 224–229.
- Мосякін С. Л., Буюн Л. І. Сучасні погляди на філогенію та положення родини Orchidaceae Juss. у системі однодольних рослин // Інтродукція рослин. — 2006. — № 2. — С. 3-14.
- Мосякін С. Л., Безусько Л. Г. Мосякін А. С. Релікти, рефугіуми та міграційні шляхи рослин Європи у плейстоцені — голоцені: короткий огляд філогеографічних свідчень // Укр. ботан. журн. — 2005. — Т. 62, № 6. — С. 777–789.
- Мосякін С. Л. Вікаріантна та дисперсалістська парадигми у розвитку глобальної історичної фітогеографії // Чорноморський ботанічний журнал. — 2005. — Т. 1, № 1. — С. 7-18
- Mosyakin S. L. Rumex Linnaeus (Polygonaceae) // Flora of North America north of Mexico / Ed. by FNA Editorial Committee. — New York & Oxford: Oxford University Press, 2005. — Vol. 5. Magnoliophyta: Caryophyllidae, part 2. — P. 489–533.
- Clemants S. E., Mosyakin S. L. Flora of North America north of Mexico: Dysphania R.Brown; Chenopodium Linnaeus (Chenopodiaceae) Flora of North America north of Mexico / Ed. by FNA Editorial Committee. — New York & Oxford: Oxford University Press, 2003. — Vol. 4. Magnoliophyta: Caryophyllidae, part 1. — P. 267–299.
- Mosyakin S. L. Flora of North America north of Mexico: Cycloloma Moquin-Tandon; Bassia Allioni; Kochia Roth; Corispermum Linnaeus; Salsola Linnaeus (Chenopodiaceae) // Ibid. — P. 264–265; 309–321; 398–403.
- Mosyakin S. L., Robertson K. R. Amaranthus Linnaeus (Amaranthaceae) // Ibid. — P. 410–435.
- Zhu Gelin (Chu Ge-ling), Mosyakin S. L., Clemants S. E. Family Chenopodiaceae// Flora of China / Wu Zhengyi & P. H. Raven (eds.). — Vol. 5 (Ulmaceae through Basellaceae). Beijing: Science Press & St. Louis: Missouri Botanical Garden Press, 2003. — P. 351–414.
- Li Anjen, Bao Bojian, Grabovskaya-Borodina A.E., Hong Suk-pyo, McNeill J., Mosyakin S. L., Ohba H., Park Chong-wook. Family Polygonaceae // Ibid. — P. 277–350.
- Mosyakin S. L., Clemants S. E. New nomenclatural combinations in Dysphania R. Br. (Chenopodiaceae): taxa occurring in North America // Укр. бот. журн.- 2002. — 59, № 4. — С. 380–385.
- Протопопова В. В., Мосякін С. Л., Шевера М. В. Фітоінвазії в Україні як загроза біорізноманіттю: сучасний стан і завдання на майбутнє. К.: Інститут ботаніки ім. М. Г. Холодного НАНУ, 2002. — 32 с.
- Shetler S. G., Fet G. N., Mosyakin S. L. (General Scientific Editors). Flora of the USSR. — Vol. XXIII (Bignoniaceae — Valerianaceae) — Enfield, N. H.: Science Publ., Inc. U.S.A., 2000. — xxxv + 733 pp.
- Мосякін С. Л. Рослини України у світовому Червоному списку // Укр. ботан. журн. — 1999. — 56, № 1. — C. 79-89.
- Mosyakin S. L., Fedoronchuk M.M. Vascular plants of Ukraine: A nomenclatural checklist. Kiev, 1999. — xxiv + 346 pp.
- Mosyakin S. L., Wagner W. L. Notes on two alien taxa of Rumex L. (Polygonaceae) naturalized in the Hawaiian Islands // Bishop Museum Occasional Papers (Records of the Hawaii Biological Survey for 1997. Part 1). — 1998. — 55: 39-44
- Мосякін С. Л. Роды Amaranthus L. (Amaranthaceae), Chenopodium L., Camphorosma L., Bassia All., Kochia Roth, Corispermum L. (Chenopodiaceae). / Флора Восточной Европы (Flora Europae Orientalis). — Санкт-Петербург: Мир и семья-95, 1996. — С. 11-18, 27-44, 57-69.
- Mosyakin S. L. A taxonomic synopsis of the genus Salsola L. (Chenopodiaceae) in North America // Ann. Missouri Bot. Gard. — 1996.- 83(3): 387–395.
- Mosyakin S. L., Robertson K. R. New infrageneric taxa and combinations in Amaranthus L. (Amaranthaceae) // Ann. Bot. Fennici. — 1996. — 33(4): 275–281.
- Mosyakin S. L., Clemants S. E. New infrageneric taxa and combination in Chenopodium L. (Chenopodiaceae) // Novon. — 1996. — 6(4): 398–403.
- Мосякін С. Л. Рід Cenchrus L. (Poaceae) в Україні: огляд номенклатури, систематики та сучасного поширення // Укр. ботан. журн. — 1995. — 52, № 1. — С. 120–126.
- Мосякін С. Л. Огляд роду Amaranthus L. (Amaranthaceae) в Україні // Укр. ботан. журн. — 1995. — 52, № 2. — С. 65-74.
- Mosyakin S. L. New taxa of Corispermum L. (Chenopodiaceae), with preliminary comments on taxonomy of the genus in North America // Novon. — 1995. — 5(4): 340–353.